# Trinitat Nova (metrostation)
Trinitat Nova is een station van de metro in Barcelona. Het is gelegen in zone 1 en in de wijk Trinitat Nova in het stadsdeel Nou Barris. Dit station is het begin- en eindpunt van 3 metrolijnen: L3 (richting Zona Universitària), L4 (richting La Pau en L11 (richting Can Cuiàs). 
Het station is in 1999 geopend. Lijn 4 werd in dit jaar doorgetrokken vanaf station Via Júlia. Voor deze uitbreiding is gebruikgemaakt van de ondergrondse remise die hier al lag. Deze halte heeft een ingangshal die onder het perron ligt aan de kant van Carrer de la Pedrosa, en een andere ingangshal boven het niveau van de sporen aan Carrer d'Aiguablava. Het station werd geopend om het noorden van de stad te verbinden met het centrum van Barcelona. In 2003 werd één perron van het station aan lijn 4 overgedragen aan lijn 11, een lightrail verbinding verder naar het noorden. Sinds 2008 is Trinitat Nova ook het eindstation van lijn 3. Door het brede trappenhuis vanuit de nieuwgebouwde toegangshal van lijn 3 valt er natuurlijk licht naar beneden, tot 30 meter onder de grond.